# Тавер (Міннесота)
Тавер (англ. Tower) — місто (англ. city) в США, в окрузі Сент-Луїс штату Міннесота. Населення — 430 осіб (2020).

## Географія
Тавер розташований за координатами 47°48′57″ пн. ш. 92°16′30″ зх. д. / 47.81583° пн. ш. 92.27500° зх. д. (47.815906, -92.274882).  За даними Бюро перепису населення США в 2010 році місто мало площу 8,84 км², з яких 7,77 км² — суходіл та 1,07 км² — водойми.

### Клімат
| Клімат : Тавер                        | Клімат : Тавер | Клімат : Тавер | Клімат : Тавер | Клімат : Тавер | Клімат : Тавер | Клімат : Тавер | Клімат : Тавер | Клімат : Тавер | Клімат : Тавер | Клімат : Тавер | Клімат : Тавер | Клімат : Тавер | Клімат : Тавер |
| Показник                              | Січ.           | Лют.           | Бер.           | Квіт.          | Трав.          | Черв.          | Лип.           | Серп.          | Вер.           | Жовт.          | Лист.          | Груд.          | Рік            |
| Абсолютний максимум, °C               | 11,1           | 15,0           | 25,0           | 30,6           | 35,0           | 36,7           | 38,3           | 36,7           | 35,0           | 28,9           | 23,9           | 13,9           | 38,3           |
| Середній максимум, °C                 | −7,8           | −4,2           | 2,6            | 10,9           | 18,2           | 22,9           | 25,3           | 24,3           | 18,9           | 10,9           | 1,8            | −5,7           | 9,8            |
| Середній мінімум, °C                  | −22,1          | −20,1          | −12,4          | −3,9           | 2,2            | 7,6            | 10,2           | 8,8            | 4,4            | −1,3           | −8,5           | −17,5          | −4,4           |
| Абсолютний мінімум, °C                | −49,4          | −51,1          | −41,1          | −30            | −12,2          | −7,8           | −4,4           | −6,1           | −11,7          | −21,7          | −39,4          | −46,7          | −51,1          |
| Норма опадів, мм                      | 15             | 14             | 19             | 45             | 81             | 102            | 106            | 95             | 105            | 73             | 35             | 16             | 705            |
| Днів з опадами                        | 6,1            | 5,5            | 6,0            | 7,9            | 12,4           | 13,4           | 12,5           | 11,4           | 12,5           | 10,4           | 8,0            | 6,6            | 112,8          |
| Днів зі снігом                        | 6,7            | 5,4            | 4,1            | 2,6            | ,2             | 0              | 0              | 0              | 0              | 1,3            | 5,6            | 6,3            | 32,1           |
| ------------------------------------- | -------------- | -------------- | -------------- | -------------- | -------------- | -------------- | -------------- | -------------- | -------------- | -------------- | -------------- | -------------- | -------------- |
| Джерело: NOAA (extremes 1897–present) |                |                |                |                |                |                |                |                |                |                |                |                |                |

## Демографія
Згідно з переписом 2010 року, у місті мешкало 500 осіб у 265 домогосподарствах у складі 126 родин. Густота населення становила 57 осіб/км².  Було 331 помешкання (37/км²).
Расовий склад населення:
| - 94,6 % — білих - 2,4 % — корінних американців - 0,6 % — азіатів |

До двох чи більше рас належало 2,2 %. Частка іспаномовних становила 1,2 % від усіх жителів.
За віковим діапазоном населення розподілялося таким чином: 18,8 % — особи молодші 18 років, 57,2 % — особи у віці 18—64 років, 24,0 % — особи у віці 65 років та старші. Медіана віку мешканця становила 48,4 року. На 100 осіб жіночої статі у місті припадало 103,3 чоловіків;  на 100 жінок у віці від 18 років та старших — 106,1 чоловіків також старших 18 років.
Середній дохід на одне домашнє господарство  становив 57 595 доларів США (медіана — 45 050), а середній дохід на одну сім'ю — 78 310 доларів (медіана — 95 625). Медіана доходів становила 45 273 долари для чоловіків та 40 592 долари для жінок. За межею бідності перебувало 14,7 % осіб, у тому числі 34,1 % дітей у віці до 18 років та 19,4 % осіб у віці 65 років та старших.
Цивільне працевлаштоване населення становило 394 особи. Основні галузі зайнятості: мистецтво, розваги та відпочинок — 52,8 %, фінанси, страхування та нерухомість — 11,7 %, освіта, охорона здоров'я та соціальна допомога — 8,9 %.